# Antiblemma mundicola
Antiblemma mundicola là một loài bướm đêm trong họ Erebidae.